# Drama coreano
Drama coreano (em hangul: 한국드라마; romanização revisada: hanguk deurama), também chamado de K-drama ou série de televisão sul-coreana, é a designação dada aos dramas televisivos em língua coreana realizados pela Coreia do Sul. Possui principalmente o formato de minissérie, com características distintas que o diferencia das séries de televisão e das telenovelas feitas no ocidente, sendo contudo semelhante aos dramas televisivos realizados por outros países da Ásia.
Os dramas de origem coreana, historicamente, surgiram influenciados pelas novelas japonesas dos anos de 1950. Apesar da ditadura militar vigente na época e das restrições impostas em relação aos conteúdos, os K-Dramas se tornaram parte essencial das transmissões das diversas outras redes de televisão na qual surgiram posteriormente.
Sua transmissão iniciou-se na década de 1960 e seu formato atual com um número total de capítulos que variam em média de 12 a 24 episódios, iniciou-se nos anos noventa, quando houve uma transformação das séries históricas tradicionais para este formato. Atualmente, tornaram-se extremamente populares ao redor do mundo, em parte devido a propagação da chamada onda coreana, mas sobretudo com provedoras de serviços de transmissão de séries e filmes, oferecendo legendas dos dramas coreanos em diversos idiomas.

## Formato
Os dramas coreanos possuem um estilo e linguagem de direção distintos, e em sua maioria, possuem apenas uma temporada, com uma média de 12 a 24 episódios. Contudo, os dramas do tipo histórico (chamado de sageuk) podem ser mais longos, com um número de episódios que podem variar entre 50 a 200 episódios, mas também possuem apenas uma temporada.
Sua transmissão ocorre das 22:00 às 23:00 horas, com episódios sendo exibidos em duas noites consecutivas: segundas e terças, quartas e quintas-feiras e fins de semana. O horário das 19:00 às 20:00 horas, geralmente é reservado para os dramas em formato de telenovela, exibidos de segunda a sexta-feira e que raramente excedem o número de 200 episódios.

## História
A transmissão de rádio, incluindo a transmissão de dramas via rádio na Coreia, iniciou-se em 1927 sob o domínio japonês, possuindo em maior parte uma  programação em língua japonesa e cerca de 30% em língua coreana. Após a Guerra da Coreia, dramas de rádio como o Cheongsilhongsil (1954) refletiram o clima do país. Em 1956, inicíou-se a transmissão de televisão, com o lançamento de uma estação experimental, a HLKZ-TV, que foi encerrada alguns anos depois devido a um incêndio, ela foi a primeira a exibir um filme na televisão coreana, advinda de uma peça de quinze minutos intitulada The Gate of Heaven (천국의 문; Cheongugui mun). Adicionalmente, o primeiro canal de televisão nacional surgiu no ano de 1961 sob o nome de Korean Broadcasting System (KBS).
A primeira série de televisão exibida no país, foi através da KBS em 1962. Seu concorrente comercial a Tongyang Broadcasting (TBC), adquiriu uma política de programação mais agressiva, e exibiu dramas considerados controversos também. A primeira série histórica, chamada de Gukto manri (국토만리) e dirigida por Kim Jae-hyeong (김재형), retratou a era Goryeo em seu enredo. Na década de 1960, os aparelhos de televisão tinham uma disponibilidade limitada, de modo que os dramas não podiam conquistar uma audiência maior.
Na década de 1970, os aparelhos de televisão começaram a se espalhar entre a população em geral, e os dramas que retratavam figuras históricas dramáticas, passaram para a introdução de heróis nacionais, como seus compatriotas Lee Sun-shin ou o Rei Sejong. As histórias tratavam de sofrimentos pessoais, como a Stepmother (새엄마; Saeeomma) de Kim Soo-hyun, transmitida pela Munhwa Broadcasting Corporation (MBC) em 1972 e 1973. Como a tecnologia e os recursos para a produção dos dramas eram limitados, os canais coreanos não podiam produzir séries de gêneros mais complexos como de ação e ficção científica; Séries estrangeiras e estadunidenses, eram importadas para exibição em seu lugar.
A partir da década de 1980, viu-se uma mudança na televisão coreana, com a chegada da televisão em cores. Os dramas modernos tentavam evocar a nostalgia dos moradores urbanos, representando a vida rural. O primeiro grande sucesso comercial da escritora Kim Soo-hyun, foi com o drama Love and Ambition (사랑과 야망; Saranggwa yamang), exibido na MBC em 1987, e considerado um marco na televisão sul-coreana. Ele obteve um recorde de audiência de 78%. Segundo o jornal The Korea Times, "as ruas ficaram silenciosas no tempo de transmissão do drama como praticamente todos no país, que estavam em casa na frente da TV". O drama histórico de maior destaque da época 500 Years of Joseon (조선왕조500년; Joseonwangjo 500 nyeon), durou oito anos e foi composto por onze séries distintas. Ele foi produzido por Lee Byung-hoon, que mais tarde dirigiu um dos maiores sucessos internacionais do drama coreano, Dae Jang Geum de 2003.

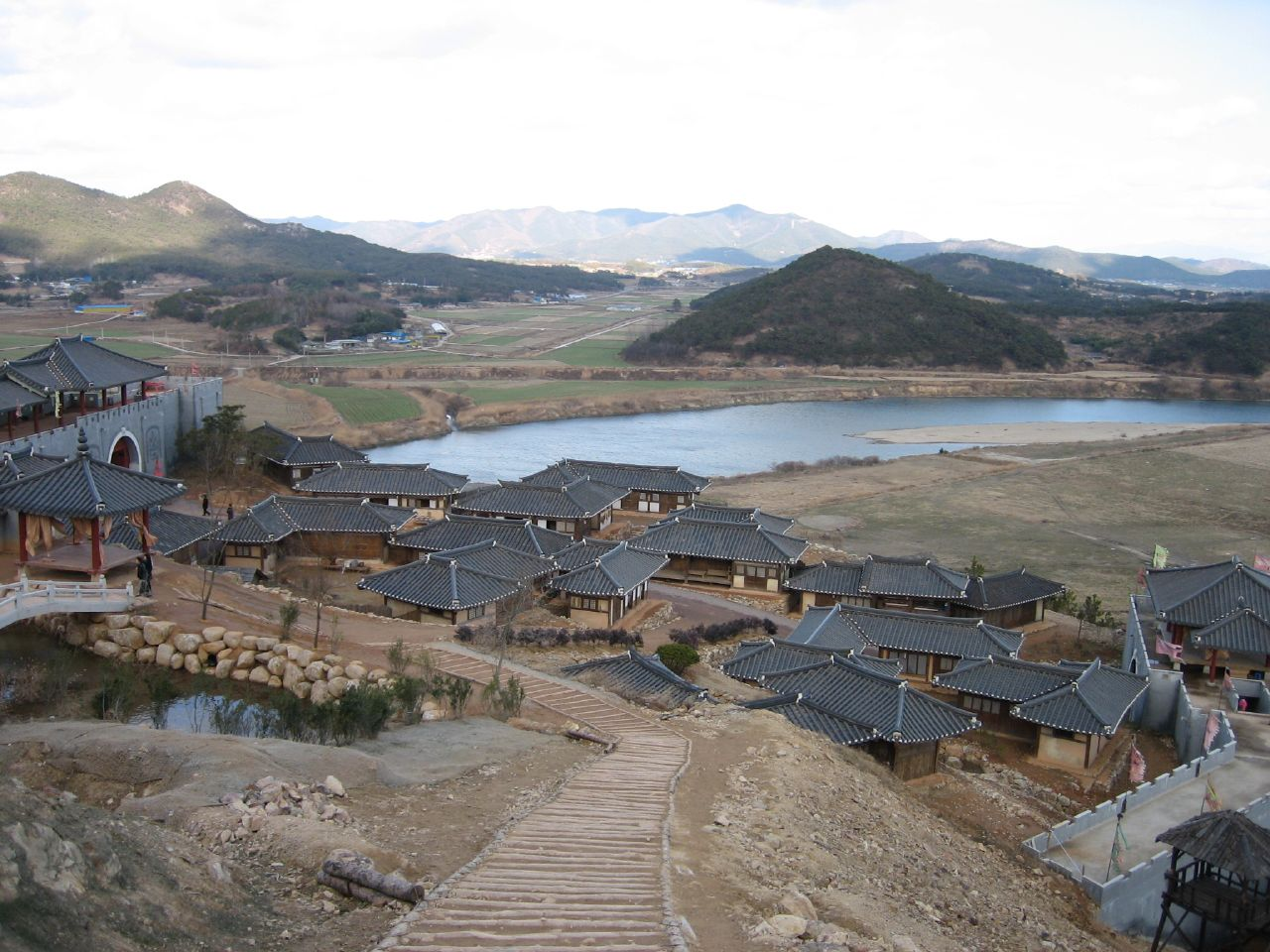
Imagem do MBC Dramia, local de filmagem dos dramas históricos da Munhwa Broadcasting Corporation (MBC)

A década de 1990 trouxe outro marco importante para a televisão sul-coreana. À medida que a tecnologia se desenvolveu, surgiram novas oportunidades e o início da década marcou o lançamento da Seoul Broadcasting System (SBS), um novo canal comercial. O que facilitou e reiniciou uma corrida para atrair a atenção dos telespectadores. Em 1991, foi ao ar o primeiro sucesso comercial real da televisão coreana, sob o nome de Eyes of Dawn (여명의 눈동자; Yeomyeongui nundongja), que foi exibido pela MBC e estrelado por Chae Shi-ra e Choi Jae-sung. Seu enredo desenvolveu-se entre as épocas da ocupação japonesa e a guerra da Coreia. A SBS produziu dramas bem sucedidos, como o moderno Sandglass em 1995. Levando o Serviço Coreano de Cultura e Informação a considera-lo um marco importante na televisão sul-coreana, ao mudar a forma como os dramas eram feitos através da introdução de um novo formato. Nesta década, o novo formato em minissérie tornou-se difundido, com o número de episódios variando normalmente de 12 a 24 episódios. Esta era também destacou-se por iniciar a exportação dos dramas coreanos, iniciando a onda coreana.
O início dos anos 2000, deram origem a um novo gênero, chamado de  "fusão de sageuk", mudando essencialmente a forma de produção dos dramas históricos. Esta era produziu histórias bem sucedidas como Hur Jun, Damo e Dae Jang Geum.
Atualmente, os dramas televisivos são dominantes na maior parte do continente asiático, eles se tornaram algo vital dessa cultura, que vem sendo exportada para outros cantos do mundo, incluindo o Brasil, onde houve sua popularização por meio dos serviços de streaming.

## Sistema de classificação indicativa
O sistema de classificação de televisão é regulado pela Comissão de Comunicação da Coreia e foi implementado em 2000. De acordo com o sistema, programas, incluindo os dramas coreanos, recebem a seguinte classificação indicativa (classificações irrelevantes para os dramas foram omitidos):
- : programas que podem ser inadequados para menores de 12 anos, através de conteúdo de violência leve, temas ou linguagem.
- : programas que podem ser inadequados para menores de 15 anos. A maioria dos dramas e programas de entrevistas classificam-se aqui. Esses programas podem incluir temas adultos moderados ou fortes, linguagem, inferência sexual e violência.
- : programas destinados apenas para adultos. Esses programas podem incluir temas para adultos, situações sexuais, uso frequente de linguagem forte e cenas perturbadoras de violência.

## Audiência
As classificações de audiência são fornecidas por duas empresas na Coreia do Sul, a AGB Nielsen Media Research e a TNmS. Originalmente, a Media Service Korea foi a única empresa a fornecer tais dados, e posteriormente foi adquirida pela Nielsen Media Research. Em 1999, a TNS Media Korea também iniciou esse serviço, e depois mudou seu nome para TNMS. A AGB coleta os dados de audiência baseado em 2050 domicílios, enquanto a TNmS possui 2000 casas com dispositivos de medição. As classificações de audiência dos dramas, geralmente variam entre 2-3% entre as duas empresas.

### Lista de dramas coreanos de maior audiência em transmissão pública
A lista foi compilada a partir dos dados da AGB Nielsen Media Research, com base no episódio de maior audiência desde 1992, quando a AGB Nielsen entrou no mercado coreano.
| #   | Drama                      | Emissora | Classificação nacional mais alta AGB Nielsen Rating | Data do episódio final  | Ref.   |
| --- | -------------------------- | -------- | --------------------------------------------------- | ----------------------- | ------ |
| 1.  | You and I                  | MBC      | 66.9%                                               | 26 de abril de 1998     | [ 20 ] |
| 2.  | First Love                 | KBS2     | 65.8%                                               | 20 de abril de 1997     |        |
| 3.  | What is Love               | MBC      | 64.9%                                               | 31 de maio de 1992      |        |
| 4.  | Sandglass                  | SBS      | 64.5%                                               | 16 de fevereiro de 1995 |        |
| 5.  | Hur Jun                    | MBC      | 63.5%                                               | 27 de junho de 2000     |        |
| 6.  | A Sunny Place of the Young | KBS2     | 62.7%                                               | 12 de novembro de 1995  |        |
| 7.  | Sons and Daughters         | MBC      | 61.1%                                               | 9 de maio de 1993       |        |
| 8.  | Taejo Wang Geon            | KBS1     | 60.2%                                               | 24 de fevereiro de 2002 |        |
| 9.  | Eyes of Dawn               | MBC      | 58.4%                                               | 6 de fevereiro de 1992  |        |
| 10. | Dae Jang Geum              | MBC      | 57.8%                                               | 23 de março de 2004     |        |
| 11. | See and See Again          | MBC      | 57.3%                                               | 2 de abril de 1999      |        |
| 12. | Truth                      | MBC      | 56.5%                                               | 24 de fevereiro de 2000 |        |
| 13. | Lovers in Paris            | SBS      | 56.3%                                               | 15 de agosto de 2004    |        |
| 14. | Jealousy                   | MBC      | 56.1%                                               | 21 de julho de 1992     |        |
| 15. | Blowing of the Wind        | KBS2     | 55.8%                                               | 29 de março de 1996     |        |
| 16. | Men of the Bath House      | KBS2     | 53.4%                                               | 1 de setembro de 1996   |        |
| 17. | Gook Hee                   | MBC      | 53.1%                                               | 16 de novembro de 1999  |        |
| 17. | Trap of Youth              | SBS      | 53.1%                                               | 15 de abril de 1999     |        |
| 19. | Tomato                     | SBS      | 52.7%                                               | 10 de junho de 1999     |        |
| 20. | M                          | MBC      | 52.2%                                               | 30 de agosto de 1994    |        |
| 21. | Season of the Storm        | MBC      | 52.1%                                               | 30 de dezembro de 1993  |        |
| 22. | Rustic Period              | SBS      | 51.8%                                               | 30 de setembro de 2003  |        |
| 23. | My Mother’s Sea            | MBC      | 51.6%                                               | 26 de dezembro de 1993  |        |
| 24. | Legend of Ambition         | KBS2     | 50.2%                                               | 25 de outubro de 1998   |        |
| 25. | Ladies of the Palace       | SBS      | 49.9%                                               | 22 de julho de 2002     |        |
| 26. | My Son’s Woman             | MBC      | 49.7%                                               | 13 de abril de 1995     |        |
| 26. | Jumong                     | MBC      | 51.9%                                               | 6 de março de 2007      | [ 21 ] |
| 28. | Tears of the Dragon        | KBS1     | 49.6%                                               | 31 de maio de 1998      |        |
| 29. | My Only One                | KBS2     | 49.4%                                               | 17 de março de 2019     | [ 22 ] |
| 30. | Star in My Heart           | MBC      | 49.3%                                               | 29 de abril de 1997     |        |
| 30. | Bread, Love and Dreams     | KBS2     | 49.3%                                               | 16 de setembro de 2010  | [ 23 ] |
| 32. | My Lovely Sam Soon         | MBC      | 49.1%                                               | 21 de julho de 2005     |        |
| 33. | Ambition                   | MBC      | 49.0%                                               | 13 de outubro de 1994   |        |
| 34. | The Moon of Seoul          | MBC      | 48.7%                                               | 16 de outubro de 1994   |        |
| 35. | The Last Match             | MBC      | 48.6%                                               | 22 de fevereiro de 1994 |        |
| 36. | All About Eve              | MBC      | 48.3%                                               | 6 de julho de 2000      |        |
| 36. | Wang's Family              | KBS2     | 48.3%                                               | 9 de fevereiro de 2014  | [ 24 ] |
| 38. | How is Your Husband?       | SBS      | 48.2%                                               | 19 de outubro de 1993   |        |
| 39. | Cinderella                 | MBC      | 48.0%                                               | 13 de julho de 1997     |        |
| 40. | All In                     | SBS      | 47.7%                                               | 3 de abril de 2003      |        |
| 41. | Seoyoung, My Daughter      | KBS2     | 47.6%                                               | 3 de março de 2013      |        |
| 42. | Until We Can Love          | KBS2     | 47.1%                                               | 28 de fevereiro de 1997 |        |
| 43. | My Rosy Life               | KBS2     | 47.0%                                               | 10 de novembro de 2005  |        |
| 44. | Pilot                      | MBC      | 46.2%                                               | 2 November 1993         |        |
| 45. | Autumn in My Heart         | KBS2     | 46.1%                                               | 7 de novembro de 2000   |        |
| 46. | Daughters of a Rich Family | KBS2     | 45.9%                                               | 30 de abril de 1995     |        |
| 47. | My Husband Got a Family    | KBS2     | 45.3%                                               | 9 de setembro de 2012   | [ 25 ] |
| 48. | Brilliant Legacy           | SBS      | 47.1%                                               | 26 de julho de 2009     | [ 26 ] |
| 49. | My Golden Life             | KBS2     | 45.1%                                               | 11 de março de 2018     | [ 27 ] |
| 50. | Dear Heaven                | SBS      | 44.9%                                               | 2 de julho de 2006      | [ 28 ] |

### Lista de dramas coreanos de maior audiência na televisão por assinatura
- | #  | Drama                              | Emissora  | Classificação nacional mais alta AGB Nielsen Rating | Data do episódio final  | Ref.          |
| -- | ---------------------------------- | --------- | --------------------------------------------------- | ----------------------- | ------------- |
| 1  | The World of the Married           | JTBC      | 28.371%                                             | 16 de maio de 2020      | [ 29 ]        |
| 2  | Reborn Rich                        | JTBC      | 26.948%                                             | 25 de dezembro de 2022  | [ 30 ]        |
| 3  | Queen of Tears                     | tvN       | 24.850%                                             | 28 de abril de 2024     | [ 31 ]        |
| 4  | Sky Castle                         | JTBC      | 23.779%                                             | 1 de fevereiro de 2019  | [ 32 ]        |
| 5  | Crash Landing on You               | tvN       | 21.683%                                             | 16 de fevereiro de 2020 | [ 33 ]        |
| 6  | Reply 1988                         | tvN       | 18.803%                                             | 16 de janeiro de 2016   | [ 34 ] [ 35 ] |
| 7  | Guardian: The Lonely and Great God | tvN       | 18.680%                                             | 21 de janeiro de 2017   | [ 36 ]        |
| 8  | Doctor Cha                         | JTBC      | 18.546%                                             | 4 de junho de 2023      | [ 37 ]        |
| 9  | Mr. Sunshine                       | tvN       | 18.129%                                             | 30 de setembro de 2018  | [ 38 ]        |
| 10 | Extraordinary Attorney Woo         | ENA       | 17.534%                                             | 12 de março de 2016     | [ 39 ]        |
| 11 | Mr. Queen                          | tvN       | 17.371%                                             | 14 de fevereiro de 2021 | [ 40 ]        |
| 12 | Crash Course in Romance            | tvN       | 17.038%                                             | 5 de março de 2023      | [ 41 ]        |
| 13 | Under the Queen's Umbrella         | tvN       | 16.852%                                             | 4 de dezembro de 2022   | [ 42 ]        |
| 14 | Love (ft. Marriage and Divorce) 2  | TV Chosun | 16.582%                                             | 8 de agosto de 2021     | [ 43 ]        |
| 15 | Itaewon Class                      | JTBC      | 16.548%                                             | 21 de março de 2020     | [ 44 ]        |
| 16 | Agency                             | JTBC      | 16.044%                                             | 26 de fevereiro de 2023 | [ 45 ]        |
| 17 | Vincenzo                           | tvN       | 14.636%                                             | 2 de maio de 2021       | [ 46 ]        |
| 18 | Our Blues                          | tvN       | 14.597%                                             | 12 de junho de 2022     | [ 47 ]        |
| 19 | 100 Days My Prince                 | tvN       | 14.412%                                             | 30 de outubro de 2018   | [ 48 ]        |
| 20 | Hospital Playlist                  | tvN       | 14.142%                                             | 28 de maio de 2020      | [ 49 ]        |
| 21 | Hospital Playlist 2                | tvN       | 14.080%                                             | 16 de setembro de 2021  | [ 50 ]        |
| 22 | King the Land                      | JTBC      | 13.789%                                             | 6 de agosto de 2023     | [ 51 ]        |
| 23 | Hometown Cha-Cha-Cha               | tvN       | 12.665%                                             | 17 de outubro de 2021   | [ 52 ]        |
| 24 | Signal                             | tvN       | 12.544%                                             | 12 de março de 2016     | [ 53 ]        |
| 25 | Welcome to Samdal-ri               | JTBC      | 12.399%                                             | 21 de janeiro de 2024   | [ 54 ]        |
| 26 | The Lady in Dignity                | JTBC      | 12.065%                                             | 19 de agosto de 2017    | [ 55 ] [ 56 ] |
| 27 | The Good Bad Mother                | JTBC      | 12.032%                                             | 8 de junho de 2023      | [ 57 ]        |
| 28 | Hotel del Luna                     | tvN       | 12.001%                                             | 1 de setembro de 2019   | [ 58 ]        |
| 29 | Marry My Husband                   | tvN       | 11.951%                                             | 20 de fevereiro de 2024 | [ 59 ]        |
| 30 | Red Balloon                        | TV Chosun | 11.566%                                             | 26 de fevereiro de 2023 | [ 60 ]        |
| 31 | Twenty-Five Twenty-One             | tvN       | 11.513%                                             | 3 de abril de 2022      | [ 61 ]        |
| 32 | Reply 1994                         | tvN       | 11.509%                                             | 28 de dezembro de 2013  | [ 62 ]        |
| 33 | Prison Playbook                    | tvN       | 11.195%                                             | 18 de janeiro de 2018   | [ 63 ]        |
| 34 | Little Women                       | tvN       | 11.105%                                             | 9 de outubro de 2022    | [ 64 ]        |
| 35 | The Uncanny Counter                | OCN       | 10.999%                                             | 24 de janeiro de 2021   | [ 65 ]        |
| 36 | The Crowned Clown                  | tvN       | 10.851%                                             | 4 de março de 2019      | [ 66 ]        |
| 37 | My Kids Give Me a Headache         | JTBC      | 10.715%                                             | 17 de março de 2013     | [ 67 ] [ 68 ] |
| 38 | Jirisan                            | tvN       | 10.663%                                             | 12 de dezembro de 2021  | [ 69 ]        |
| 39 | Mine                               | tvN       | 10.512%                                             | 27 de junho de 2021     | [ 70 ]        |
| 40 | Strong Girl Nam-soon               | JTBC      | 10.420%                                             | 26 de novembro de 2023  | [ 71 ]        |
| 41 | Love (ft. Marriage and Divorce) 3  | TV Chosun | 10.395%                                             | 1 de maio de 2022       | [ 72 ]        |
| 42 | Show Window: The Queen's House     | Channel A | 10.335%                                             | 18 de janeiro de 2022   | [ 73 ]        |
| 43 | Encounter                          | tvN       | 10.329%                                             | 24 de janeiro de 2019   | [ 47 ]        |
| 44 | Military Prosecutor Doberman       | tvN       | 10.081%                                             | 26 de abril de 2022     | [ 74 ]        |
| 45 | Memories of the Alhambra           | tvN       | 10.025%                                             | 20 de janeiro de 2019   | [ 75 ]        |
| 46 | Another Miss Oh                    | tvN       | 9.991%                                              | 28 de junho de 2016     | [ 76 ]        |
| 47 | Bossam: Steal the Fate             | MBN       | 9.759%                                              | 4 de julho de 2021      | [ 77 ]        |
| 48 | The Light in Your Eyes             | JTBC      | 9.731%                                              | 19 de março de 2019     | [ 78 ]        |
| 49 | Strong Woman Do Bong-soon          | JTBC      | 9.668%                                              | 15 de abril de 2017     | [ 79 ]        |
| 50 | Love (ft. Marriage and Divorce)    | TV Chosun | 9.656%                                              | 14 de março de 2021     | [ 80 ]        |

## Polêmica
Em 19 de janeiro de 2024, a BBC divulgou um vídeo raro que mostra dois adolescentes da Coreia do Norte, então com 16 anos, sendo condenados publicamente a 12 anos de trabalho forçado por verem K-dramas, proibidos pela Coreia do Norte. Segundo a BBC, as imagens foram gravadas em 2022.